# Степний Кучук
Степни́й Кучу́к (рос. Степной Кучук) — село у складі Родинського району Алтайського краю, Росія. Адміністративний центр та єдиний населений пункт Степно-Кучуцької сільської ради.

## Населення
Населення — 1076 осіб (2010; 1277 у 2002).
Національний склад (станом на 2002 рік):
- росіяни — 75 %